# Yunnandiksnavelmees
De yunnandiksnavelmees (Suthora ricketti; synoniemen: Sinosuthora brunnea ricketti, Paradoxornis webbiana ricketti) is een zangvogel uit de familie Paradoxornithidae (diksnavelmezen). De vogel werd in 1922 door Lionel Walter Rothschild beschreven als ondersoort van de bruinkopdiksnavelmees. Daarna werd dit taxon beschouwd als ondersoort van de bruinvleugeldiksnavelmees. In 2024 werd dit taxon als soort op de IOC World Bird List gezet.

## Verspreiding en leefgebied
Deze soort komt voor in het zuidwesten van China van zuidwestelijk Sichuan tot in het noordwesten van Yunnan.